# Asso di picche (scrittura)
L'asso di picche, in paleografia, indica due diverse legature:
- riferita all'alfabeto greco, una particolare legatura tra ε (epsilon) e ρ (rho);
- riferita all'alfabeto latino, una legatura tra e e p.

Questo tipo di legatura, che in ambedue i casi è molto somigliante al contorno della figura del seme di picche delle carte da gioco, si riscontra dalla tarda antichità fino ai secoli VII e XI circa. Non è provata un'influenza di una forma sull'altra, si tratta quindi con tutta probabilità di un caso di evoluzione convergente dovuta alla somiglianza tra le lettere.

## Versioni

### Versione greca
La legatura ad asso di picche nell'ambito dei manoscritti greci è attestata per la prima volta in documento di Ermopoli del 372. È tipica delle opere in minuscola greca medio-bizantina e veniva usata quasi esclusivamente in ambito librario. È molto presente nei papiri dal secolo IV al VIII. È presente in molte opere italo-greche del X e XI secolo. Viene quindi associata fortemente all'Italia meridionale ma in realtà se ne hanno esempi in tutto il mondo greco-bizantino.

### Versione latina

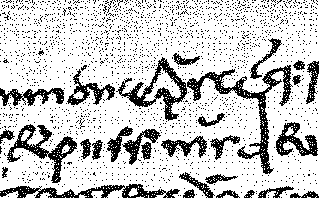
Esempio di “asso di picche” da un manoscritto proveniente dall'Abbazia di Bobbio circa 700 d.C.

Incomincia a diffondersi a partire dal VI secolo, viene utilizzata nell'ambito della nuova corsiva romana e dalle scritture che ne discesero come ad esempio la minuscola merovingica e la minuscola beneventana, non è presente nelle librarie quali l'onciale e la capitale quadrata romana. In alcuni casi oltre che come effetto della legatura e+p è ottenuta come effetto di a+p, l+p e in soli due casi di t+p. La e può essere legata ad a, c, r e t. Viene utilizzata sia per documenti che per libri soprattutto per le scritture che precedono la carolina, in seguito viene usata nelle scritture “informali”. Nei secoli VI e VII è presente in numerosi documenti ravennati, nel VII a Roma ed in Francia dove risulta particolarmente presente nei documenti della cancelleria merovingica. Nell'VIII secolo se ne hanno attestazioni in Toscana (Lucca e Grosseto) ed è sporadicamente presente in Veneto, Lombardia e Campania.

## Esempi

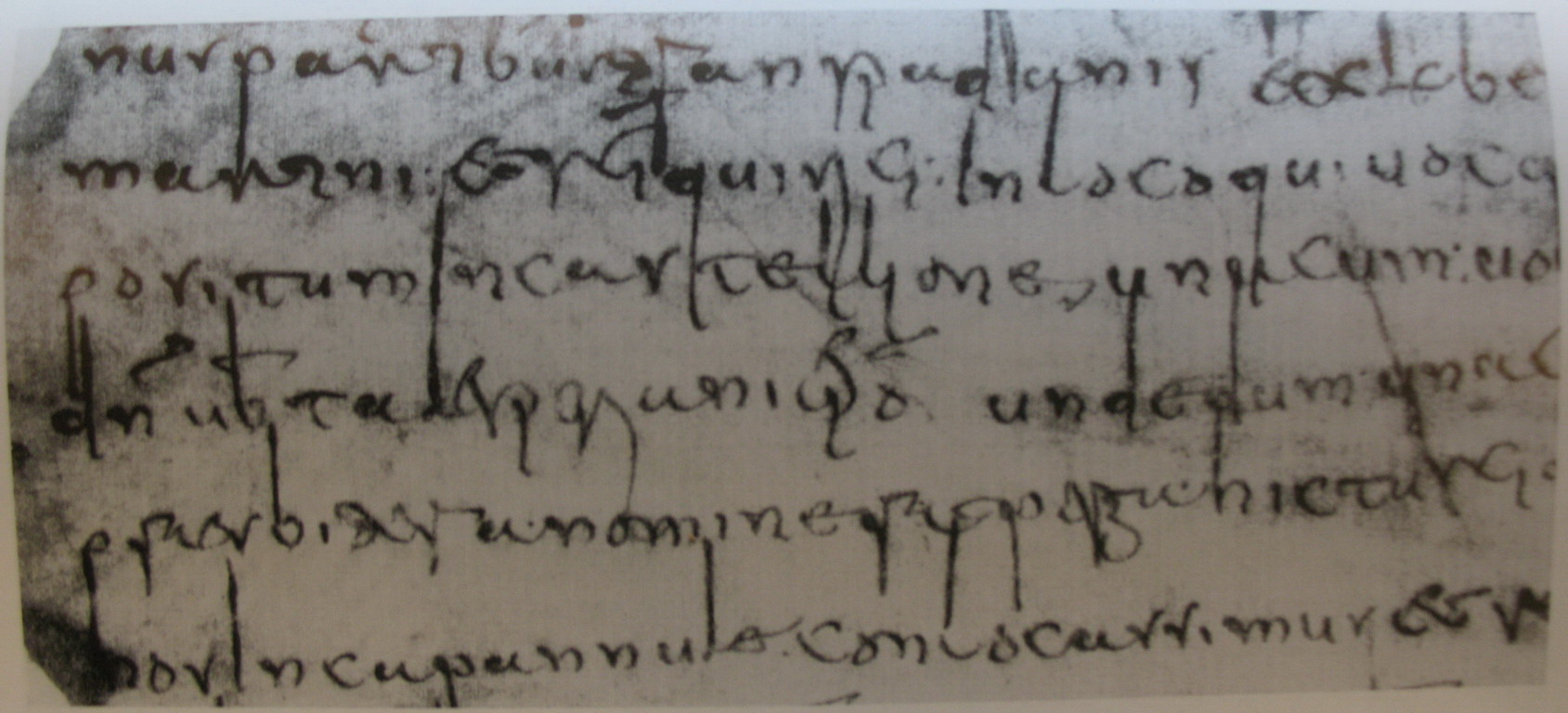
Un esempio di “asso di picche” (provenienza archivio arcivescovile di Lucca) al centro della quarta riga dall'alto.
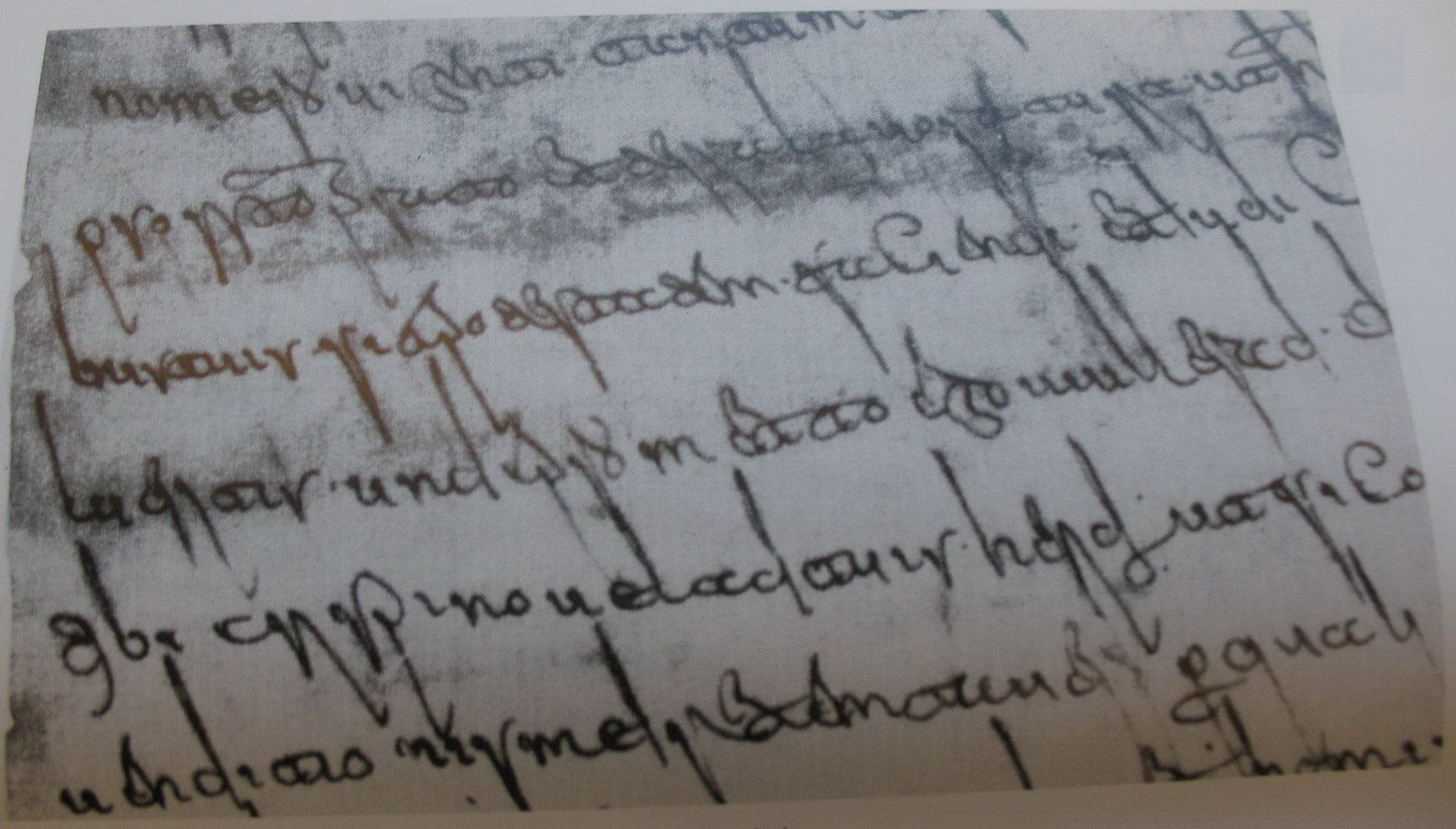
Due esempi di “asso di picche” (provenienza archivio arcivescovile di Lucca) alla terza e quarta riga dall'alto.
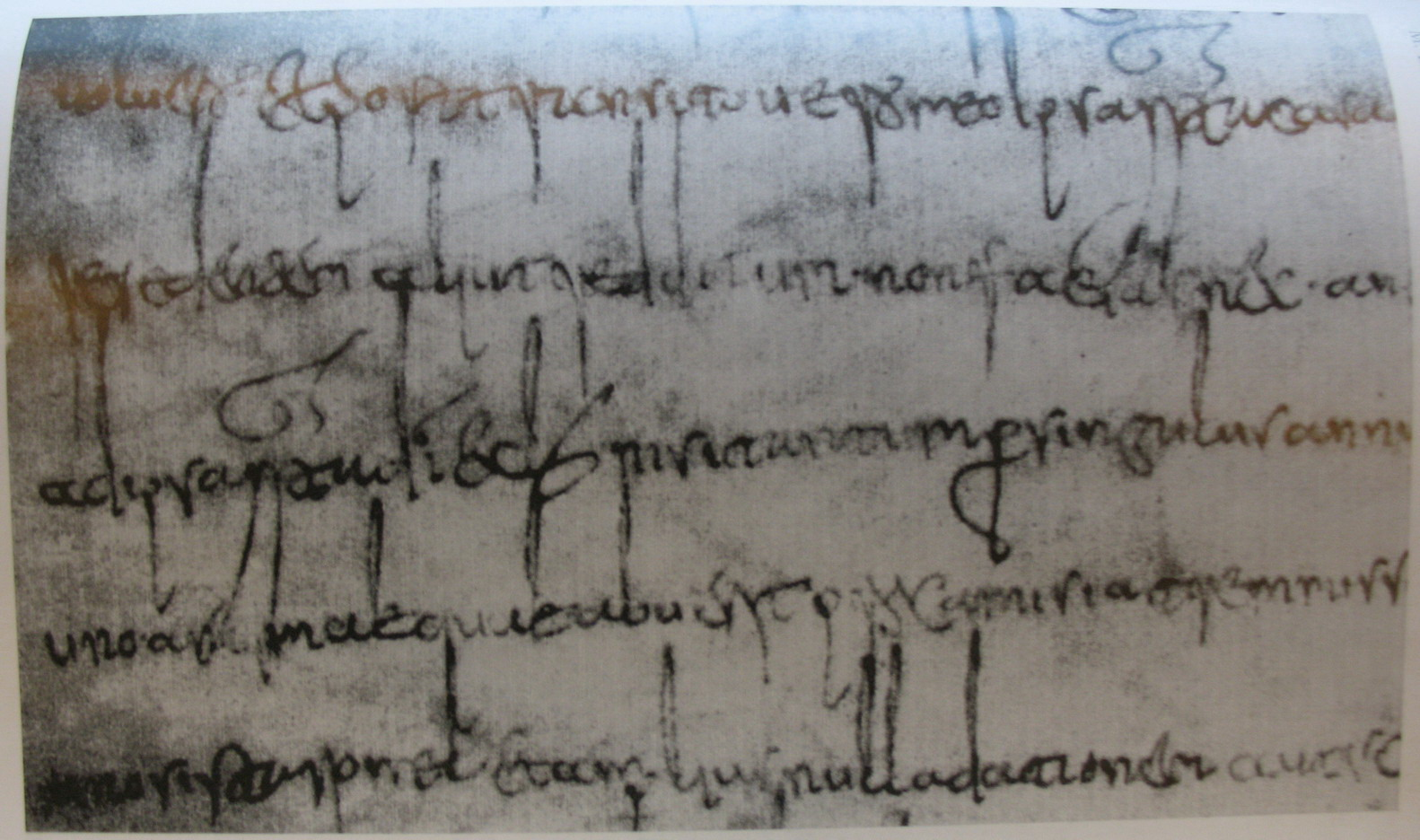
Due esempi di “asso di picche” (provenienza archivio arcivescovile di Lucca) alla prima e terza riga dall'alto.
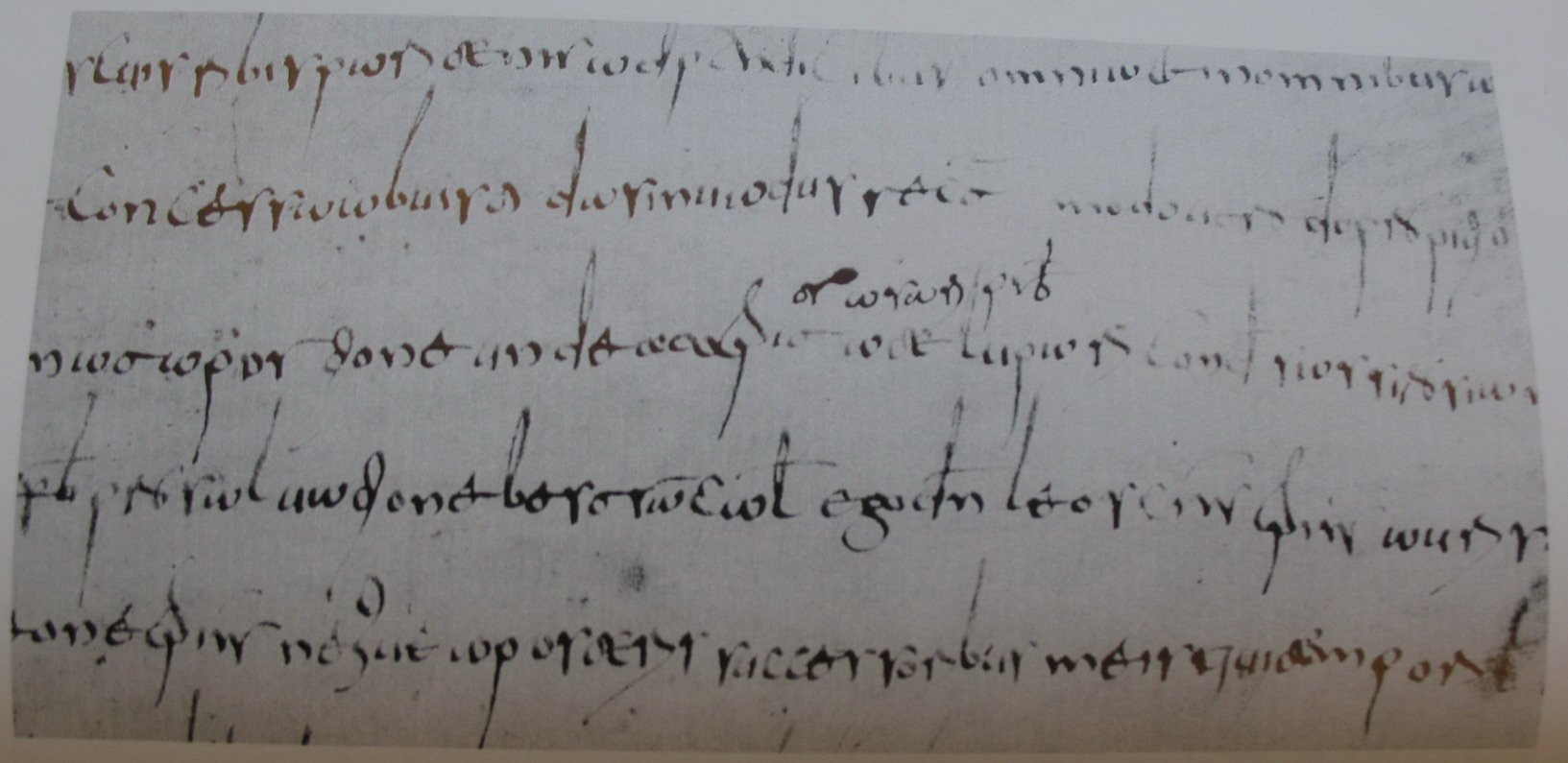
Un esempio di “asso di picche” (provenienza archivio dell'abbazia di Montecassino) al centro della terza riga dall'alto.